# Robert F. Ligon
Robert Fulwood Ligon, född 16 december 1823 i Watkinsville, Georgia, död 11 oktober 1901 i Montgomery, Alabama, var en amerikansk politiker (demokrat). Han var ledamot av USA:s representanthus 1877–1879.
År 1874 efterträdde Ligon Alexander McKinstry som Alabamas viceguvernör och innehade ämbetet fram till 1876. Ligon efterträdde 1877 John Henry Caldwell som kongressledamot och efterträddes 1879 av Thomas Williams.
Ligon ligger begravd på Oakwood Cemetery i Montgomery.